# Apuñalamiento

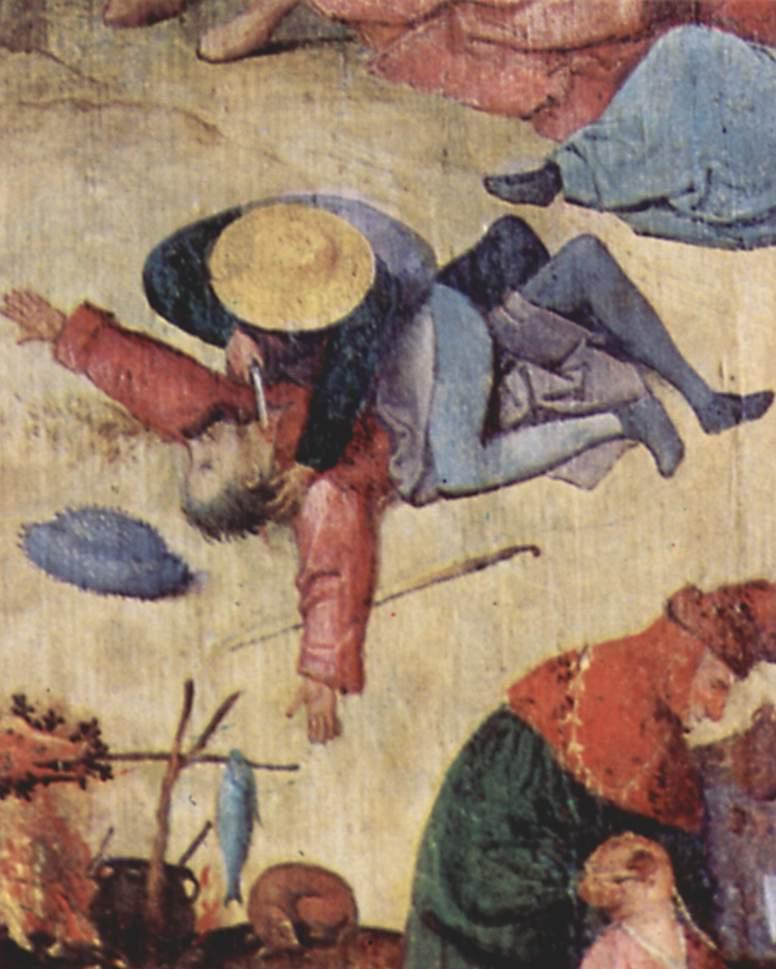
Un detalle de El carro de heno de El Bosco.

Un apuñalamiento es la penetración con un objeto agudo o puntiagudo a corta distancia. Puñalada connota una acción intencionada, como por un asesino o un homicida, pero también es posible apuñalarse accidentalmente a sí mismo o a otros. El apuñalamiento difiere de acuchillar o cortar en que el movimiento del objeto usado en un apuñalamiento se mueve generalmente perpendicular a y directamente en el cuerpo de la víctima, más bien que ser atraído a través de él.
Las puñaladas hoy en día son comunes entre las pandillas y en las cárceles porque los cuchillos son baratos, fáciles de adquirir (o fabricar), fácilmente ocultables y relativamente eficaces. En el 2013 se produjeron alrededor de 8 000 000 de puñaladas.

## Historia

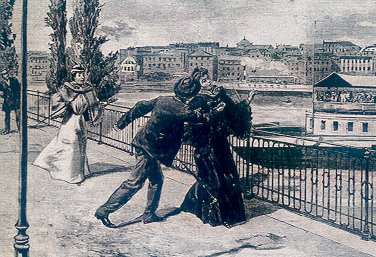
Después de ser atacada y apuñalada, la emperatriz Isabel de Austria abordó un barco, sin darse cuenta de la gravedad de su condición como consecuencia de una reacción de estrés agudo. Sangrando hasta la muerte por una herida punzante en el corazón, las últimas palabras de Isabel fueron: "¿Qué me pasó?".

Las puñaladas han sido comunes a lo largo de la historia de la humanidad y fueron los medios utilizados para asesinar a una serie de figuras históricas distinguidas, como el segundo califa Umar y los emperadores romanos Julio César y Calígula. En Japón, la práctica histórica de apuñalarse deliberadamente en el ritual del suicidio es conocido como seppuku (más coloquialmente hara-kiri, literalmente "corte de vientre", ya que implica abrir el abdomen). El ritual está altamente codificado, y la persona que se suicida es asistida por un "segundo" que está encargado de decapitarlo de manera limpia (y así acelerar la muerte y evitar un espectáculo indigno) una vez que ha hecho la herida abdominal.

## Mecanismo de la herida
La piel humana tiene una propiedad algo elástica como defensa propia; cuando el cuerpo humano es apuñalado por un objeto fino como un pequeño cuchillo de cocina, la piel a menudo se cierra firmemente alrededor del objeto y se cierra nuevamente si se retira al objeto filoso, por lo que puede atrapar algo de sangre dentro del cuerpo. 

Se ha especulado que una alargada depresión cóncava en una hoja metálica, conocida como el fuller, funciona para permitir que la sangre salga del cuerpo y causar más daño. Esta idea errónea ha llevado a los fullers a ser conocidos como "surcos de sangre". 

Sin embargo, el sangrado interno es tan peligroso como el sangrado externo; si suficientes vasos sanguíneos se cortan se causan lesiones graves, la elasticidad de la piel no podrá hacer nada para evitar que la sangre salga del sistema circulatorio y se acumule inútilmente en cavidades o tejidos del cuerpo.
La muerte por apuñalamiento es causada por shock, pérdida de sangre severa, pérdida de función de un órgano esencial tales como el corazón y/o los pulmones.

## Tratamiento médico
Aunque previamente una víctima de apuñalamiento abdominal estaría sujeto a una laparotomía de cirugía exploratoria, ahora se considera seguro no operar si el paciente está estable. En el caso de que el paciente inicialmente presente lesiones punzantes y sea inestable, debe iniciarse la laparotomía para descubrir y rectificar cualquier lesión interna.

## Examen en la autopsia
Cuando alguien que ha sufrido una herida de puñalada muere, el cuerpo es autopsiado y la herida es inspeccionada por un patólogo forense. Esta examinación puede proporcionar información valiosa sobre el arma utilizada para producir la lesión. 

Desde el aspecto externo y los hallazgos internos, el patólogo suele ser capaz de opinar sobre las dimensiones del arma, incluyendo el ancho y la longitud mínima posible de la hoja. Es posible determinar si el arma era de un solo filo o de doble filo.
A veces también se pueden determinar factores como el ahusamiento de la hoja y el movimiento del cuchillo en la herida. Moretones o abrasiones pueden dar información sobre el mango del cuchillo.